# Немања Стевановић (фудбалер)
Немања Стевановић (Лозница, 8. мај 1992) српски је фудбалски голман. Тренутно наступа за Партизан.

## Трофеји

### БАСК
- Прва лига Србије (1) : 2010/11.

### Чукарички
- Куп Србије (1) : 2014/15.

### Партизан
- Првенство Србије (1) : 2016/17.
- Куп Србије (1) : 2016/17.